# Intel Core i9
Intel Core i9 es un microprocesador para computadoras diseñado y fabricado por Intel, que se presentó por primera vez en mayo de 2017 con arquitectura Kaby Lake para completar la familia de procesadores Intel Core iX. Es un procesador creado principalmente para uso profesional a alto nivel, trabajo que requiera de un muy alto rendimiento multinúcleo y gaming principalmente a resoluciones de 3840x2160 (4K). 
A diferencia de sus compatriotas, fueron introducidos en mayo de 2017, cuando estos estaban en su octava generación. Con su gran número de núcleos, alto consumo de energía, alta salida térmica, alto rendimiento y un conector de escritorio único, LGA 2066, están destinados a ser utilizados por los entusiastas. Una versión móvil basada en el zócalo BGA1440 estándar se lanzó en 2018, con seis núcleos con hipervínculos y 12 MB de caché. Se ha demostrado que alcanza 5 gigahercios en condiciones ideales. 
Son compatibles con la memoria RAM DDR4 hasta que en la decimocuarta generación solo se permitía la DDR5. Este procesador eran de la gama más alta que ofrecía Intel para consumidores, calificado como uno de los mejores en el mercado por su superior rendimiento.
Su última generación antes de su descontinuación fue la decimocuarta, el 17 de octubre de 2023. Fueron sucedidos por los Intel Core Ultra y la serie Intel Core (Sin la "i").
| Generación | Arquitectura        | Núcleos máximos | Caché L3 máxima | Caché L2 máxima           | RAM                                  | Socket   | Proceso | Lanzamiento |
| ---------- | ------------------- | --------------- | --------------- | ------------------------- | ------------------------------------ | -------- | ------- | ----------- |
| 8          | Kaby Lake           | ND              | ND              | ND                        | ND                                   | ND       | ND      | ND          |
| 9          | Coffee Lake         | ND              | ND              | ND                        | ND                                   | ND       | ND      | ND          |
| 10         | Comet lake          | ND              | ND              | ND                        | ND                                   | ND       | ND      | ND          |
| 11         | Rocket Lake         | ND              | ND              | ND                        | ND                                   | ND       | ND      | ND          |
| 12         | Alder Lake          | ND              | ND              | ND                        | ND                                   | LGA 1200 | ND      | ND          |
| 13         | Raptor Lake         | ND              | ND              | ND                        | 128GB o 256GB* DDR4-3200 DDR5-5600** | LGA 1700 | Intel 7 | ND          |
| 14         | Raptor Lake Refresh | 24 Núcleos      | 36MB            | 2MB (P-Core) 4MB (E-core) | 256GB: DDR5-5600 LPDDR5X-6400        | LGA 1700 | Intel 7 | ND          |

* Se requiere una actualización de BIOS
** Disponible solo en algunos modelos de CPU